# Orthogonis campbelli
Orthogonis campbelli är en tvåvingeart som först beskrevs av Paramonov 1958.  Orthogonis campbelli ingår i släktet Orthogonis och familjen rovflugor. Inga underarter finns listade i Catalogue of Life.